# شالما (شفت)
شالما ، روستایی از توابع بخش احمدسرگوراب شهرستان شفت در استان گیلان ایران است.

## جمعیت ۱۰۲۵
این روستا در دهستان احمد سرگوراب قرار دارد و براساس سرشماری مرکز آمار ایران در سال ۱۳۸۵، جمعیت آن ۹۹۶ نفر (۲۶۵خانوار) بوده‌است.